# Club Universidad Nacional 2025-2026
Questa voce raccoglie le informazioni riguardanti il Club Universidad Nacional nelle competizioni ufficiali della stagione 2025-2026.

## Maglie e sponsor
Il fornitore tecnico per la stagione 2025-2026 è Nike, mentre i main sponsor sono DHL e Mifel.
| Casa | Trasferta | Terza divisa |

## Rosa
Dati aggiornati al 7 agosto 2025.
| N. |                       | Ruolo | Calciatore         |
| -- | --------------------- | ----- | ------------------ |
| 1  | Costa Rica (bandiera) | P     | Keylor Navas       |
| 2  | Messico (bandiera)    | D     | Pablo Bennevendo   |
| 5  | Spagna (bandiera)     | D     | Rubén Duarte       |
| 6  | Brasile (bandiera)    | D     | Nathan Silva       |
| 7  | Messico (bandiera)    | C     | Rodrigo López      |
| 8  | Colombia (bandiera)   | C     | José Caicedo       |
| 9  | Messico (bandiera)    | A     | Guillermo Martínez |
| 10 | Galles (bandiera)     | C     | Aaron Ramsey       |
| 13 | Messico (bandiera)    | D     | Pablo Monroy       |
| 15 | Messico (bandiera)    | C     | Ulises Rivas       |
| 17 | Messico (bandiera)    | A     | Jorge Ruvalcaba    |
| 20 | Messico (bandiera)    | C     | Santiago Trigos    |

| N.  |                     | Ruolo | Calciatore             |
| --- | ------------------- | ----- | ---------------------- |
| 26  | Messico (bandiera)  | C     | Ángel Rico             |
| 27  | Perù (bandiera)     | C     | Piero Quispe           |
| 28  | Panama (bandiera)   | D     | Adalberto Carrasquilla |
| 30  | Messico (bandiera)  | A     | Santiago López         |
| 35  | Messico (bandiera)  | P     | Pablo Lara             |
| 45  | Ecuador (bandiera)  | C     | Pedro Vite             |
| 77  | Colombia (bandiera) | D     | Álvaro Angulo          |
| 181 | Messico (bandiera)  | P     | Miguel Paul            |
| 206 | Messico (bandiera)  | A     | Misael Torres          |
| 215 | Messico (bandiera)  | D     | Ángel Azuaje           |
| 256 | Messico (bandiera)  | P     | Rodrigo Parra          |
| 258 | Messico (bandiera)  | D     | Emiliano Villaseñor    |

## Trasferimenti
Dati aggiornati al 13 luglio 2025.

### Sessione invernale
| Acquisti         | Acquisti            | Acquisti            | Acquisti                                       |
| R.               | Nome                | da                  | Modalità                                       |
| ---------------- | ------------------- | ------------------- | ---------------------------------------------- |
| C                | Pedro Vite          | Vancouver Whitecaps | definitivo (7 milioni $)                       |
| P                | Keylor Navas        | Newell's Old Boys   | definitivo (2 milioni $)                       |
| D                | Álvaro Angulo       | Independiente       | definitivo (1.5 milioni $ + scambio giocatori) |
| C                | Aaron Ramsey        |                     | definitivo (svincolato)                        |
| Altre operazioni |                     |                     |                                                |
| R.               | Nome                | da                  | Modalità                                       |
| P                | Rodrigo Parra       |                     | aggregato dalle giovanili                      |
| A                | Misael Torres       |                     | aggregato dalle giovanili                      |
| D                | Emiliano Villaseñor |                     | aggregato dalle giovanili                      |
| P                | Miguel Paul         |                     | aggregato dalle giovanili                      |

| Cessioni         | Cessioni           | Cessioni         | Cessioni                       |
| R.               | Nome               | a                | Modalità                       |
| ---------------- | ------------------ | ---------------- | ------------------------------ |
| D                | Lisandro Magallán  |                  | definitiva (svincolato)        |
| A                | Rogelio Funes Mori |                  | definitiva (svincolato)        |
| A                | Ignacio Pussetto   | Independiente    | definitiva (scambio giocatori) |
| D                | José Galindo       |                  | svincolato                     |
| A                | Leonardo Suárez    | Estudiantes (LP) | prestito                       |
| D                | Robert Ergas       |                  | svincolato                     |
| P                | Álex Padilla       | Athletic Bilbao  | fine prestito                  |
| A                | Michell Rodríguez  | Monterrey        | fine prestito                  |
| A                | Alí Ávila          | Monterrey        | fine prestito                  |
| A                | Santiago López     |                  | riaggregato alle giovanili     |
| C                | Jonathan Flores    |                  | riaggregato alle giovanili     |
| C                | Sebastián Venegas  |                  | riaggregato alle giovanili     |
| Altre operazioni |                    |                  |                                |
| R.               | Nome               | a                | Modalità                       |
|                  |                    |                  |                                |

### Sessione estiva
| Acquisti         | Acquisti | Acquisti | Acquisti |
| R.               | Nome     | da       | Modalità |
| ---------------- | -------- | -------- | -------- |
|                  |          |          |          |
| Altre operazioni |          |          |          |
| R.               | Nome     | da       | Modalità |
|                  |          |          |          |

| Cessioni         | Cessioni | Cessioni | Cessioni |
| R.               | Nome     | a        | Modalità |
| ---------------- | -------- | -------- | -------- |
|                  |          |          |          |
| Altre operazioni |          |          |          |
| R.               | Nome     | a        | Modalità |
|                  |          |          |          |

## Risultati
Dati aggiornati al 17 agosto 2025.

### Liga MX

#### Apertura 2025

##### Torneo regular
| Arbitro: | Yonatan Peinado Aguirre |

|                                         |           |  |
| A. López 14’ R. Sordo 54’ C. Dájome 89’ | Marcatori |  |

| Arbitro: | Luis García |

|                               |           |                                           |
| Á. Angulo 6’ J. Ruvalcaba 28’ | Marcatori | 18’ A. Bautista 31’ J. Cádiz 69’ G. Togni |

| Arbitro: | Mario Chávez |

|  |           |                                  |
|  | Marcatori | 14’ G. Martínez 78’ J. Ruvalcaba |

| Arbitro: | Guillermo Pacheco Larios |

|               |           |                |
| R. Duarte 59’ | Marcatori | 68’ D. de Buen |

| Arbitro: | Víctor Cáceres |

|               |           |                  |
| J. Angulo 67’ | Marcatori | 12’ J. Ruvalcaba |

| Ciudad de México 24 agosto 2025, ore 17:00 CST 6ª giornata | Pumas UNAM | – referto | Puebla | Estadio Olímpico Universitario |

| Ciudad de México 31 agosto 2025, ore 17:00 CST 7ª giornata | Pumas UNAM | – referto | Atlas | Estadio Olímpico Universitario |

| Mazatlán 12 settembre 2025, ore 21:00 MST 8ª giornata | Mazatlán | – referto | Pumas UNAM | El Encanto |

| Ciudad de México 20 settembre 2025, ore 19:00 CST 9ª giornata (Clásico Universitario) | Pumas UNAM | – referto | Tigres UANL | Estadio Olímpico Universitario |

| Ciudad Juárez 23 settembre 2025, ore 21:00 CST 10ª giornata | Juárez | – referto | Pumas UNAM | Estadio Olímpico Benito Juárez |

| Ciudad de México 27 settembre 2025, ore 21:05 CST 11ª giornata (Clásico Capitalino) | América | – referto | Pumas UNAM | Estadio de la Ciudad de los Deportes |

| Ciudad de México 5 ottobre 2025, ore 19:00 CST 12ª giornata | Pumas UNAM | – referto | Guadalajara | Estadio Olímpico Universitario |

| Guadalupe 18 ottobre 2025, ore 19:00 CST 13ª giornata | Monterrey | – referto | Pumas UNAM | Estadio BBVA |

| Ciudad de México 22 ottobre 2025, ore 21:05 CST 14ª giornata | Pumas UNAM | – referto | Atlético San Luis | Estadio Olímpico Universitario |

| León 25 ottobre 2025, ore 19:00 CDT 15ª giornata | León | – referto | Pumas UNAM | Nou Camp |

| Ciudad de México 2 novembre 2025, ore 12:00 CST 16ª giornata | Pumas UNAM | – referto | Club Tijuana | Estadio Olímpico Universitario |

| Ciudad de México 8 novembre 2025, ore 21:05 CDT 17ª giornata (Rivalità UNAM-Cruz Azul) | Cruz Azul | – referto | Pumas UNAM | Estadio Azteca |

### Leagues Cup
Facendo parte della Liga MX, i Pumas hanno ottenuto l'accesso di diritto alla Leagues Cup 2025.

#### Phase One
Il 30 gennaio 2025 sono stati comunicati i calendari delle squadre partecipanti alla Leagues Cup. I Pumas, aggregati nel gruppo Eastern 2, hanno affrontato nella Phase One l'Inter Miami (Stati Uniti), l'Orlando City (Stati Uniti) e l'Atlanta United (Stati Uniti).

##### Risultati
| Arbitro: | Adonai Escobedo |

|                                                              |                      |                                                  |
| A. Carrasquilla 80’                                          | Marcatori            | 5’ R. Schlegel                                   |
| G. Martínez Á. Angulo Nathan Silva P. Quispe A. Carrasquilla | Tiri di rigore 4 – 3 | M. Ojeda E. Atuesta K. Smith C. Araújo L. Muriel |

| Arbitro: | Keylor Herrera |

|                                                              |           |                                       |
| Á. Angulo 23’ (rig.) A. Carrasquilla 62’ A. Carrasquilla 89’ | Marcatori | 35’ (aut.) K. Navas 43’ E. Latte Lath |

| Arbitro: | Ismael Cornejo |

|                                                    |           |                  |
| R. de Paul 45’ L. Suárez 59’ (rig.) T. Allende 69’ | Marcatori | 34’ J. Ruvalcaba |

Concludendo la Phase One al 7° posto, i Pumas sono stati eliminati dalla Leagues Cup.

## Statistiche
Dati aggiornati al 17 agosto 2025.
Nota: le partite disputate in campo neutro vengono segnalate nella colonna "in casa" o "in trasferta" a seconda di come la squadra venga indicata per prima o per seconda nel tabellino ufficiale della manifestazione.

### Statistiche di squadra
| Competizione | Punti | In casa | In casa | In casa | In casa | In casa | In casa | In trasferta | In trasferta | In trasferta | In trasferta | In trasferta | In trasferta | Totale | Totale | Totale | Totale | Totale | Totale | DR |
| Competizione | Punti | G       | V       | N       | P       | Gf      | Gs      | G            | V            | N            | P            | Gf           | Gs           | G      | V      | N      | P      | Gf     | Gs     | DR |
| ------------ | ----- | ------- | ------- | ------- | ------- | ------- | ------- | ------------ | ------------ | ------------ | ------------ | ------------ | ------------ | ------ | ------ | ------ | ------ | ------ | ------ | -- |
| Apertura     | 5     | 2       | 0       | 1       | 1       | 3       | 4       | 3            | 1            | 1            | 1            | 3            | 4            | 5      | 1      | 2      | 2      | 6      | 8      | -2 |
| Clausura     | -     | 0       | 0       | 0       | 0       | 0       | 0       | 0            | 0            | 0            | 0            | 0            | 0            | 0      | 0      | 0      | 0      | 0      | 0      | 0  |
| Leagues Cup  | 5     | 2       | 1       | 1       | 0       | 4       | 3       | 1            | 0            | 0            | 1            | 1            | 3            | 3      | 1      | 1      | 1      | 5      | 6      | -1 |
| Totale       | -     | 4       | 1       | 2       | 1       | 7       | 7       | 4            | 1            | 1            | 2            | 4            | 7            | 8      | 2      | 3      | 3      | 11     | 14     | -3 |

### Andamento in campionato

#### Liga MX

##### Apertura
| Giornata  | 1 | 2 | 3 | 4 | 5 | 6 | 7 | 8 | 9 | 10 | 11 | 12 | 13 | 14 | 15 | 16 | 17 |
| --------- | - | - | - | - | - | - | - | - | - | -- | -- | -- | -- | -- | -- | -- | -- |
| Luogo     | T | C | T | C | T |   |   |   |   |    |    |    |    |    |    |    |    |
| Risultato | P | P | V | N | N |   |   |   |   |    |    |    |    |    |    |    |    |
| Posizione | ? | ? | ? | ? | ? |   |   |   |   |    |    |    |    |    |    |    |    |

Legenda:

Luogo: C = Casa; T = Trasferta. Risultato: R = Rinviata; V = Vittoria; N = Pareggio; P = Sconfitta.

##### Clausura
| Giornata  | 1 | 2 | 3 | 4 | 5 | 6 | 7 | 8 | 9 | 10 | 11 | 12 | 13 | 14 | 15 | 16 | 17 |
| --------- | - | - | - | - | - | - | - | - | - | -- | -- | -- | -- | -- | -- | -- | -- |
| Luogo     |   |   |   |   |   |   |   |   |   |    |    |    |    |    |    |    |    |
| Risultato |   |   |   |   |   |   |   |   |   |    |    |    |    |    |    |    |    |
| Posizione |   |   |   |   |   |   |   |   |   |    |    |    |    |    |    |    |    |

Legenda:

Luogo: C = Casa; T = Trasferta. Risultato: R = Rinviata; V = Vittoria; N = Pareggio; P = Sconfitta.

### Statistiche individuali
| Giocatore       | Liga MX  | Liga MX | Liga MX     | Liga MX    | Leagues Cup | Leagues Cup | Leagues Cup | Leagues Cup | Totale   | Totale | Totale      | Totale     |
| Giocatore       | Presenze | Reti    | Ammonizioni | Espulsioni | Presenze    | Reti        | Ammonizioni | Espulsioni  | Presenze | Reti   | Ammonizioni | Espulsioni |
| --------------- | -------- | ------- | ----------- | ---------- | ----------- | ----------- | ----------- | ----------- | -------- | ------ | ----------- | ---------- |
| Á. Angulo       | 2        | 1       | 0           | 1          | 3           | 1           | 1           | 0           | 5        | 2      | 1           | 1          |
| Á. Azuaje       | 3        | 0       | 0           | 0          | 1           | 0           | 0           | 0           | 4        | 0      | 0           | 0          |
| P. Bennevendo   | 5        | 1       | 1           | 0          | 3           | 0           | 0           | 0           | 8        | 1      | 1           | 0          |
| J. Caicedo      | 5        | 0       | 1           | 0          | 3           | 0           | 0           | 0           | 8        | 0      | 1           | 0          |
| A. Carrasquilla | 5        | 0       | 2           | 0          | 3           | 3           | 1           | 0           | 8        | 3      | 3           | 0          |
| R. Duarte       | 5        | 1       | 4           | 0          | 3           | 0           | 0           | 0           | 8        | 1      | 4           | 0          |
| R. López        | 4        | 0       | 0           | 0          | 3           | 0           | 0           | 0           | 7        | 0      | 0           | 0          |
| S. López        | 3        | 0       | 0           | 0          | 1           | 0           | 0           | 0           | 4        | 0      | 0           | 0          |
| G. Martínez     | 5        | 1       | 2           | 0          | 3           | 0           | 1           | 0           | 8        | 1      | 3           | 0          |
| P. Monroy       | 4        | 0       | 1           | 0          | 3           | 0           | 0           | 0           | 7        | 0      | 1           | 0          |
| Nathan Silva    | 5        | 0       | 1           | 0          | 3           | 0           | 2           | 0           | 8        | 0      | 3           | 0          |
| K. Navas        | 3        | -2      | 0           | 0          | 2           | -3          | 0           | 1           | 5        | -5     | 0           | 1          |
| R. Parra        | 2        | -6      | 0           | 0          | -           | -           | -           | -           | 2        | -6     | 0           | 0          |
| M. Paul         | -        | -       | -           | -          | 1           | -3          | 0           | 0           | 1        | -3     | 0           | 0          |
| P. Quispe       | 5        | 0       | 2           | 0          | 3           | 0           | 0           | 0           | 8        | 0      | 2           | 0          |
| Á. Rico         | 1        | 0       | 0           | 0          | 1           | 0           | 0           | 0           | 2        | 0      | 0           | 0          |
| U. Rivas        | 1        | 0       | 0           | 0          | -           | -           | -           | -           | 1        | 0      | 0           | 0          |
| J. Ruvalcaba    | 4        | 3       | 3           | 0          | 3           | 1           | 1           | 0           | 7        | 4      | 4           | 0          |
| M. Torres       | 1        | 0       | 0           | 0          | 1           | 0           | 0           | 0           | 2        | 0      | 0           | 0          |
| S. Trigos       | 5        | 0       | 1           | 0          | 1           | 0           | 0           | 0           | 6        | 0      | 1           | 0          |
| E. Villaseñor   | 1        | 0       | 0           | 0          | 1           | 0           | 0           | 0           | 2        | 0      | 0           | 0          |
| P. Vite         | 4        | 0       | 0           | 0          | 3           | 0           | 0           | 0           | 7        | 0      | 0           | 0          |